# مارک کری
مارک کری (به انگلیسی: Mark Kerry) (زادهٔ ۴ اوت ۱۹۵۹) شناگر اهل استرالیا است.